# Servi Corneli Sul·la (catalinari)
Servi Corneli Sul·la (en llatí Servius Cornelius Sul·la) va ser un magistrat romà. Era fill de Servi Corneli Sul·la, germà del dictador Sul·la i germà de Publi Corneli Sul·la.
Va participar en les dues conspiracions de Catilina. Com que la seva culpa era tant evident, quan va ser descobert no va intentar res per defensar-se, ja que ningú va voler assumir el seu cas. No obstant, el seu nom no apareix entre les persones que van ser executades.